# جورجيا ليند
جورجيا ليند (بالألمانية: Georgia Lind)‏ هي ممثلة ألمانية، ولدت في 20 نوفمبر 1905 بكيمنتس في ألمانيا، وتوفيت في 10 ديسمبر 1984 ببرلين في ألمانيا.

## وصلات خارجية
- جورجيا ليند على موقع IMDb (الإنجليزية)
- جورجيا ليند على موقع قاعدة بيانات الأفلام السويدية (السويدية)
- جورجيا ليند على موقع قاعدة بيانات الفيلم (الإنجليزية)